# Chitron mniszechii
Chitron mniszechii är en skalbaggsart som först beskrevs av Jean Baptiste Lucien Buquet 1859.  Chitron mniszechii ingår i släktet Chitron och familjen långhorningar. Inga underarter finns listade i Catalogue of Life.